# 安东尼奥·多梅尼卡利
安东尼奥·多梅尼卡利（義大利語：Antonio Domenicali，1936年2月17日—2002年7月5日），意大利男子自行车运动员。他曾代表意大利参加1956年夏季奥林匹克运动会自行车比赛，获得男子团体追逐赛金牌。